# 織田信錦
織田 信錦（おだ のぶつら）は、江戸時代中期から後期にかけての旗本。

## 略歴
高家旗本織田長迢の長男・長経は、病気のために嫡子の地位を弟の長能に譲った。長経は津田姓を称し、近江国神崎郡河合寺村に退隠した。信錦はその孫にあたる。
宝暦6年（1756年）12月27日、家督を相続する。高家職に就くことはなかった。天明4年（1784年）12月7日に隠居し、養子の信由に家督を譲った。
文化11年（1814年）9月2日死去、享年86。

## 系譜
- 父：津田長邦
- 母：不詳
- 養父：織田長説
- 正室：織田長説長女
- 養子
  - 男子：織田信由
  - 女子：織田信由室 - 織田長説の次女
  - 女子：横瀬貞臣室 - 平岩親教の娘